# Marele Premiu al Sakhirului din 2020
Marele Premiu al Sakhirului din 2020 (cunoscut oficial ca Formula 1 Rolex Sakhir Grand Prix 2020) a fost o cursă auto de Formula 1 ce s-a desfășurat pe 6 decembrie 2020 pe Circuitul Internațional Bahrain din Sakhir, Bahrain. Cursa a fost cea de-a șaisprezecea etapă a Sezonului de Formula 1 din 2020. Cursa a fost disputată pe parcursul a 87 de tururi pe configurația exterioară a circuitului din Bahrain. A fost prima cursă de Formula 1 pe această configurație de circuit. Cursa a marcat, de asemenea, prima și până acum singura desfășurare a Marelui Premiu al Sakhirului.
Cursa a fost câștigată de Sergio Pérez de la Racing Point-BWT Mercedes, care a obținut prima sa victorie în Formula 1 și singura victorie pentru Racing Point în calitate de constructor. Esteban Ocon a terminat pe locul al doilea pentru echipa Renault pentru a-și revendica primul podium din Formula 1, în timp ce coechipierul lui Pérez, Lance Stroll, a terminat pe locul al treilea, oferindu-i lui Racing Point singurul lor dublu-podium. Pérez a devenit primul pilot mexican de Formula 1 care a câștigat o cursă de la Pedro Rodríguez care a câștigat Marele Premiu al Belgiei din 1970. Racing Point a devenit primul constructor britanic care a câștigat o cursă de la Lotus F1 la Marele Premiu al Australiei din 2013. Recuperându-se dintr-o învârtire din primul tur, Pérez a câștigat moștenind conducerea în turul 64 al cursei, după ce liderul de lungă durată, George Russell, a fost căzut în spate dintr-o eroare la oprirea la boxe și o pană.
Deja campionul acestui sezon, Lewis Hamilton a ratat cursa din cauză că a fost testat pozitiv pentru coronavirus cu o săptămână înainte de cursă și, în conformitate cu protocoalele FIA și din Bahrain, a fost declarat inapt să participe. Aceasta a marcat prima dată când Hamilton nu a luat parte la o cursă de Formula 1 de la debutul său la Marele Premiu al Australiei din 2007. George Russell de la Williams i-a luat locul la Mercedes. De asemenea, și Romain Grosjean a absentat din cauza accidentului suferit în weekend-ul precedent al Marelui Premiu al Bahrainului. El a fost înlocuit de debutantul Pietro Fittipaldi la Haas.

## Calificări
| Poz.                  | Nr. | Pilot              | Constructor               | Timpi calificări | Timpi calificări | Timpi calificări | Grila finală |
| Poz.                  | Nr. | Pilot              | Constructor               | Q1               | Q2               | Q3               | Grila finală |
| --------------------- | --- | ------------------ | ------------------------- | ---------------- | ---------------- | ---------------- | ------------ |
| 1                     | 77  | Valtteri Bottas    | Mercedes                  | 0:53,904         | 0:53,803         | 0:53,377         | 1            |
| 2                     | 63  | George Russell     | Mercedes                  | 0:54,160         | 0:53,819         | 0:53,403         | 2            |
| 3                     | 33  | Max Verstappen     | Red Bull Racing-Honda     | 0:54,037         | 0:53,647         | 0:53,433         | 3            |
| 4                     | 16  | Charles Leclerc    | Ferrari                   | 0:54,249         | 0:53,825         | 0:53,613         | 4            |
| 5                     | 11  | Sergio Pérez       | Racing Point-BWT Mercedes | 0:54,236         | 0:53,787         | 0:53,790         | 5            |
| 6                     | 26  | Daniil Kveat       | AlphaTauri-Honda          | 0:54,346         | 0:53,856         | 0:53,906         | 6            |
| 7                     | 3   | Daniel Ricciardo   | Renault                   | 0:54,388         | 0:53,871         | 0:53,957         | 7            |
| 8                     | 55  | Carlos Sainz Jr.   | McLaren-Renault           | 0:54,450         | 0:53,818         | 0:54,010         | 8            |
| 9                     | 10  | Pierre Gasly       | AlphaTauri-Honda          | 0:54,207         | 0:53,941         | 0:54,154         | 9            |
| 10                    | 18  | Lance Stroll       | Racing Point-BWT Mercedes | 0:54,595         | 0:53,840         | 0:54,200         | 10           |
| 11                    | 31  | Esteban Ocon       | Renault                   | 0:54,309         | 0:53,995         | N/A              | 11           |
| 12                    | 23  | Alexander Albon    | Red Bull Racing-Honda     | 0:54,620         | 0:54,026         | N/A              | 12           |
| 13                    | 5   | Sebastian Vettel   | Ferrari                   | 0:54,301         | 0:54,175         | N/A              | 13           |
| 14                    | 99  | Antonio Giovinazzi | Alfa Romeo Racing-Ferrari | 0:54,523         | 0:54,377         | N/A              | 14           |
| 15                    | 4   | Lando Norris       | McLaren-Renault           | 0:54,194         | 0:54,693         | N/A              | 19           |
| 16                    | 20  | Kevin Magnussen    | Haas-Ferrari              | 0:54,705         | N/A              | N/A              | 15           |
| 17                    | 6   | Nicholas Latifi    | Williams-Mercedes         | 0:54,796         | N/A              | N/A              | 16           |
| 18                    | 89  | Jack Aitken        | Williams-Mercedes         | 0:54,892         | N/A              | N/A              | 17           |
| 19                    | 7   | Kimi Räikkönen     | Alfa Romeo Racing-Ferrari | 0:54,963         | N/A              | N/A              | 18           |
| 20                    | 51  | Pietro Fittipaldi  | Haas-Ferrari              | 0:55,426         | N/A              | N/A              | 20           |
| Regula 107%: 0:57,677 |     |                    |                           |                  |                  |                  |              |
| Sursa:                |     |                    |                           |                  |                  |                  |              |

- ^1 – Lando Norris a fost obligat să plece din spatele grilei pentru depășirea cotei sale de elemente ale unității de putere.[8]
- ^2 – Pietro Fittipaldi a fost obligat să plece din spatele grilei pentru depășirea cotei sale de elemente ale unității de putere.[9] Penalizarea a fost neaplicată deoarece oricum s-a calificat pe ultima poziție.[7]

## Cursă
| Poz.                                                               | Nr. | Pilot              | Constructor               | Tururi | Timp/Retras      | Grilă | Puncte |
| ------------------------------------------------------------------ | --- | ------------------ | ------------------------- | ------ | ---------------- | ----- | ------ |
| 1                                                                  | 11  | Sergio Pérez       | Racing Point-BWT Mercedes | 87     | 1:31:15,114      | 5     | 25     |
| 2                                                                  | 31  | Esteban Ocon       | Renault                   | 87     | +10,518          | 11    | 18     |
| 3                                                                  | 18  | Lance Stroll       | Racing Point-BWT Mercedes | 87     | +11,869          | 10    | 15     |
| 4                                                                  | 55  | Carlos Sainz Jr.   | McLaren-Renault           | 87     | +12,580          | 8     | 12     |
| 5                                                                  | 3   | Daniel Ricciardo   | Renault                   | 87     | +13,330          | 7     | 10     |
| 6                                                                  | 23  | Alexander Albon    | Red Bull Racing-Honda     | 87     | +13,842          | 12    | 8      |
| 7                                                                  | 26  | Daniil Kveat       | AlphaTauri-Honda          | 87     | +14,534          | 6     | 6      |
| 8                                                                  | 77  | Valtteri Bottas    | Mercedes                  | 87     | +15,389          | 1     | 4      |
| 9                                                                  | 63  | George Russell     | Mercedes                  | 87     | +18,556          | 2     | 3      |
| 10                                                                 | 4   | Lando Norris       | McLaren-Renault           | 87     | +19,541          | 19    | 1      |
| 11                                                                 | 10  | Pierre Gasly       | AlphaTauri-Honda          | 87     | +20,527          | 9     |        |
| 12                                                                 | 5   | Sebastian Vettel   | Ferrari                   | 87     | +22,611          | 13    |        |
| 13                                                                 | 99  | Antonio Giovinazzi | Alfa Romeo Racing-Ferrari | 87     | +24,111          | 14    |        |
| 14                                                                 | 7   | Kimi Räikkönen     | Alfa Romeo Racing-Ferrari | 87     | +26,153          | 18    |        |
| 15                                                                 | 20  | Kevin Magnussen    | Haas-Ferrari              | 87     | +32,370          | 15    |        |
| 16                                                                 | 89  | Jack Aitken        | Williams-Mercedes         | 87     | +33,674          | 17    |        |
| 17                                                                 | 51  | Pietro Fittipaldi  | Haas-Ferrari              | 87     | +36,858          | 20    |        |
| Ab                                                                 | 6   | Nicholas Latifi    | Williams-Mercedes         | 52     | Scurgere de ulei | 16    |        |
| Ab                                                                 | 33  | Max Verstappen     | Red Bull Racing-Honda     | 0      | Coliziune        | 3     |        |
| Ab                                                                 | 16  | Charles Leclerc    | Ferrari                   | 0      | Coliziune        | 4     |        |
| Cel mai rapid tur: George Russell (Mercedes) – 0:55,404 (turul 80) |     |                    |                           |        |                  |       |        |
| Sursa:                                                             |     |                    |                           |        |                  |       |        |

Note
- ^1 – Include un punct pentru cel mai rapid tur.

## Clasamentele campionatelor după cursă
|        | Poz. | Pilot            | Puncte |
| ------ | ---- | ---------------- | ------ |
|        | 1    | Lewis Hamilton*  | 332    |
|        | 2    | Valtteri Bottas  | 205    |
|        | 3    | Max Verstappen   | 189    |
| 1      | 4    | Sergio Pérez     | 125    |
| 1      | 5    | Daniel Ricciardo | 112    |
| Sursa: |      |                  |        |

|        | Poz. | Constructor               | Puncte |
| ------ | ---- | ------------------------- | ------ |
|        | 1    | Mercedes*                 | 540    |
|        | 2    | Red Bull Racing-Honda     | 282    |
| 1      | 3    | Racing Point-BWT Mercedes | 194    |
| 1      | 4    | McLaren-Renault           | 184    |
|        | 5    | Renault                   | 172    |
| Sursa: |      |                           |        |

- Notă: Doar primele cinci locuri sunt prezentate în ambele clasamente.
- Concurenții îngroșați și marcați cu un asterisc sunt campionii mondiali din 2020.